# アントワーヌ・ヴィールツ
アントワーヌ・ヴィールツ（Antoine Wiertz, 1806年2月22日 - 1865年6月18日）は、19世紀ベルギーの画家、彫刻家。ベルギー象徴派の先駆的な人物。アントワーヌ・ウィールツとも。
神話などに題材を取ったルーベンス風の大画面の作品を制作する一方、死や狂気を描いた超現実的・幻想的な作品を遺した。代表作に「麗しのロジーヌ」(La Belle Rosine) など。

## 略歴
ディナンに生まれた。1820年にアントウェルペン王立芸術学院に入学した。オランダ王ウィレム1世から奨学金を得ることができた。1829年から1832年の間、パリに留学し、ルーブル美術館の巨匠の作品を学んだ。
1828年にフランス政府が有望な学生に贈るローマ賞で、2位となり、1832年にもローマ賞に応募し、1834年から1837年の間、在ローマ・フランス・アカデミーに留学することができた。ローマ滞在中に歴史画の大作、『パトロクロスの遺体を争うギリシャ軍とトロイア軍』を製作した。この作品は1837年にアントウェルペンで展示され高い評価を得た。ベルギー帰国後はリエージュで活動した。
ブリュッセルにベルギー政府から建ててもらった旧アトリエを利用した国立ヴィールツ美術館がある。

## 代表作

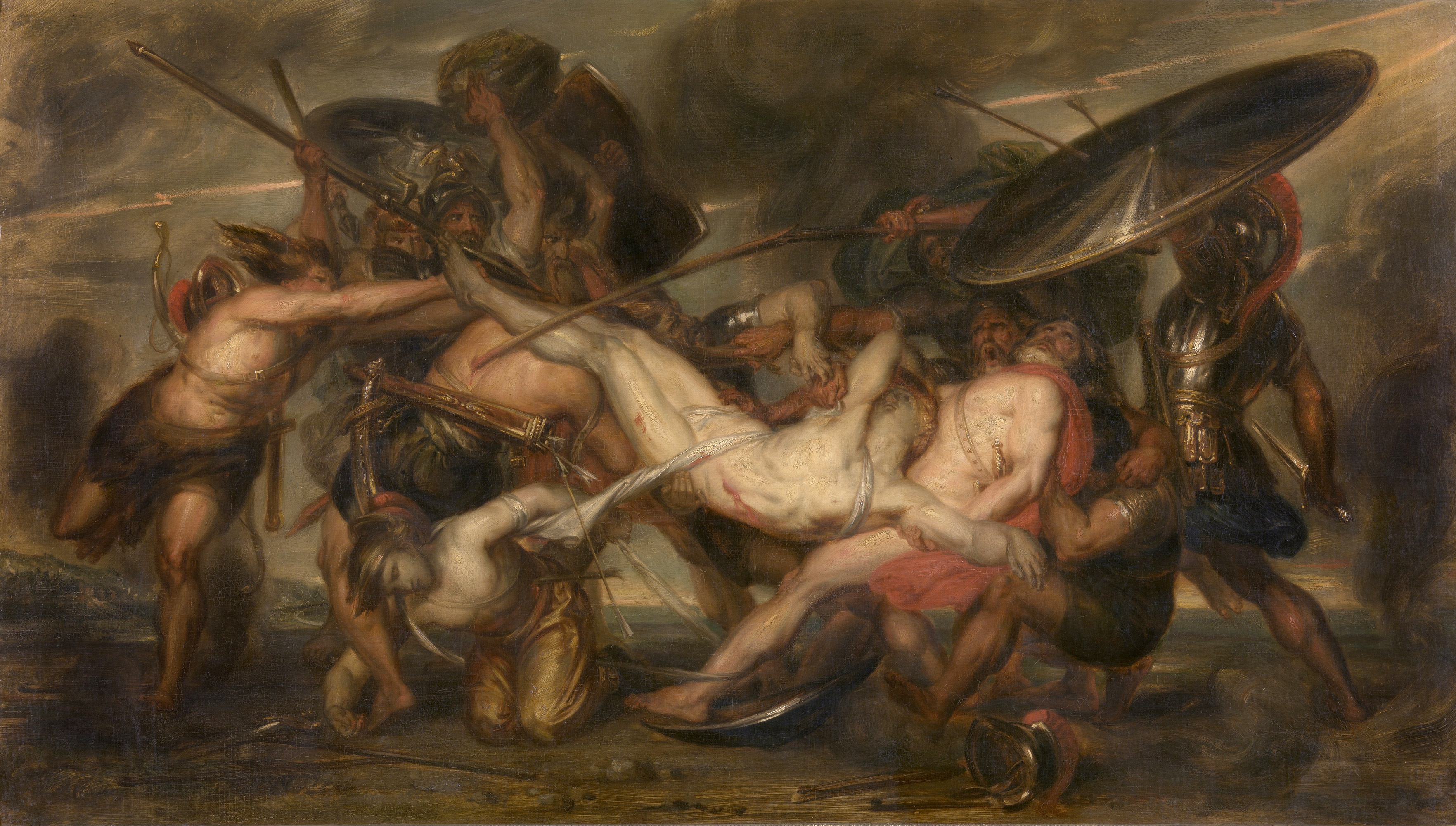
『パトロクロスの遺体を争うギリシャ軍とトロイア軍』
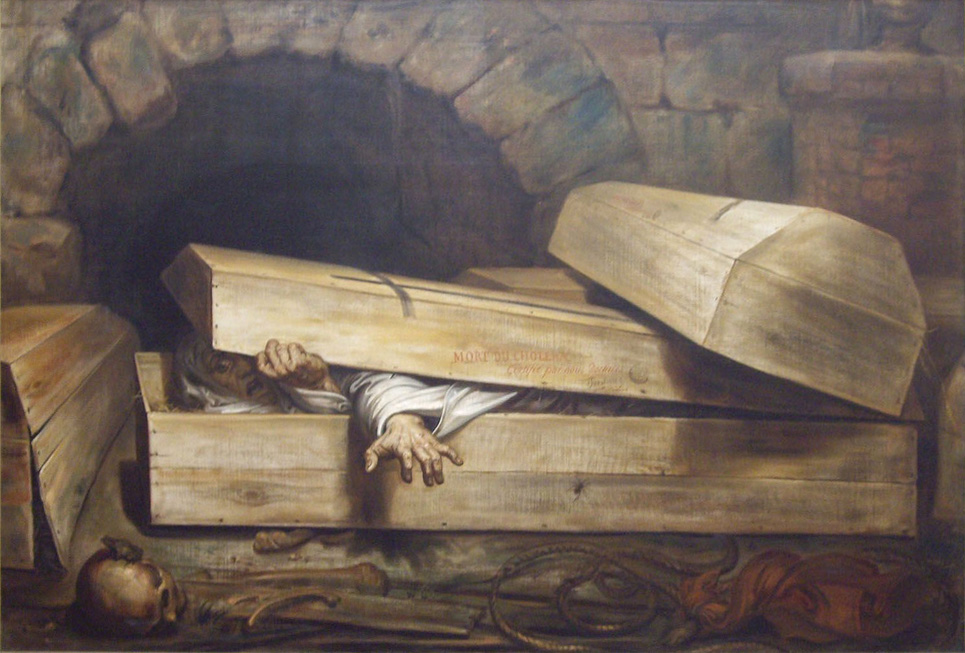
早すぎた埋葬（1854年）
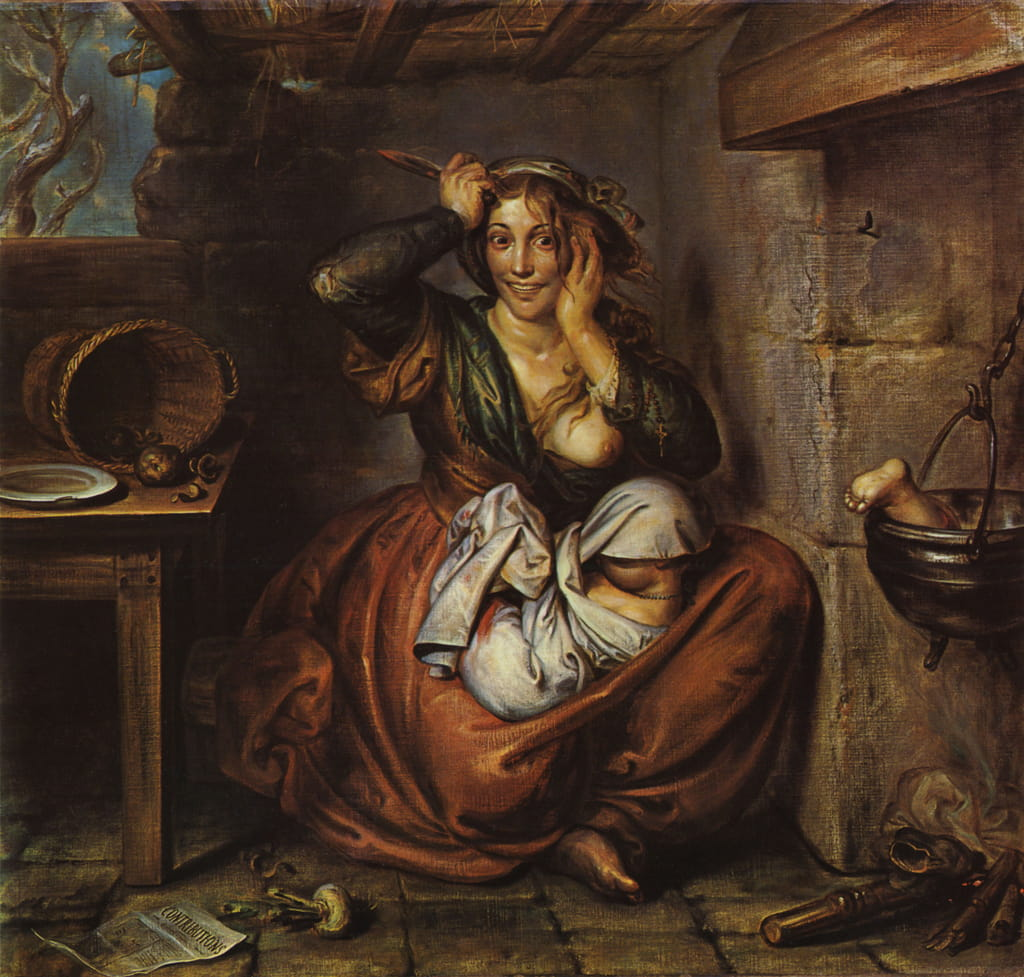
飢え、狂気、犯罪（1853年）
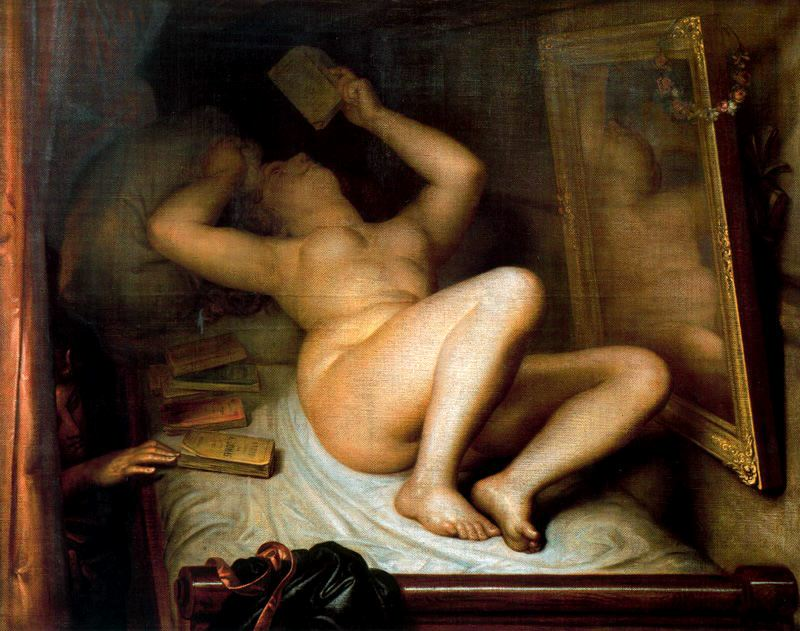
小説を読む女（1853年）

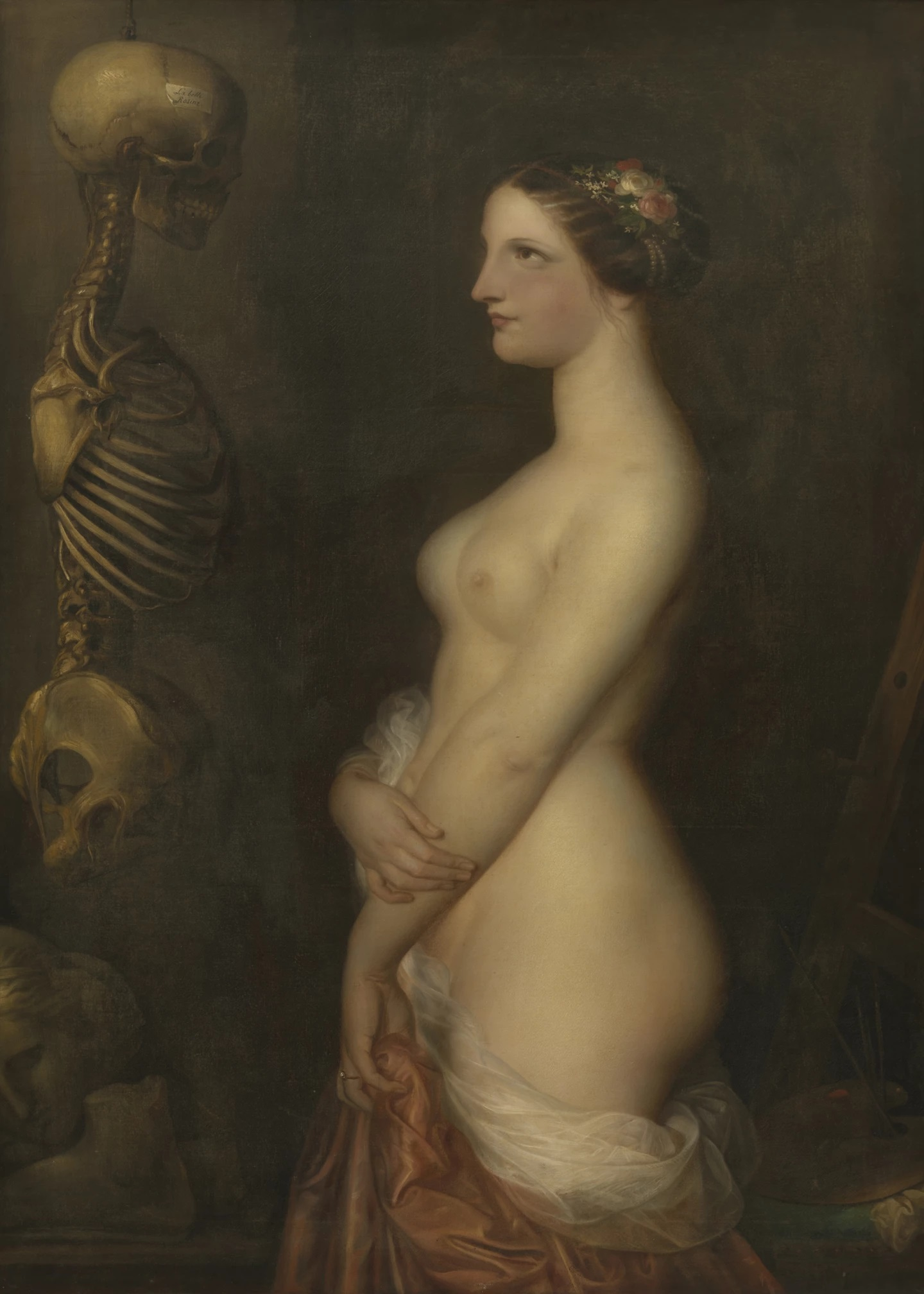
麗しのロジーヌ（1847年、ヴィールツ美術館収蔵）
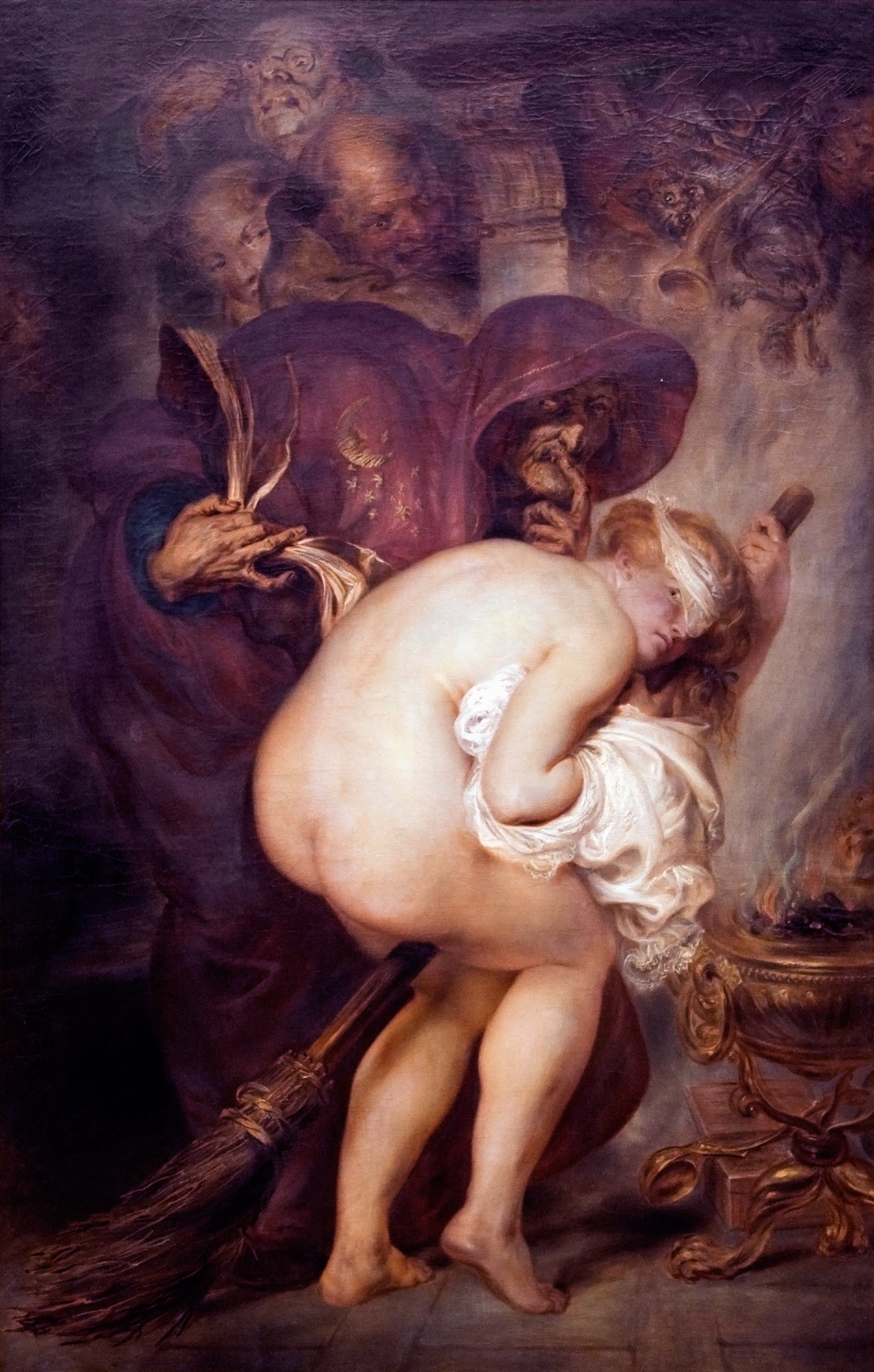
『若い魔女』
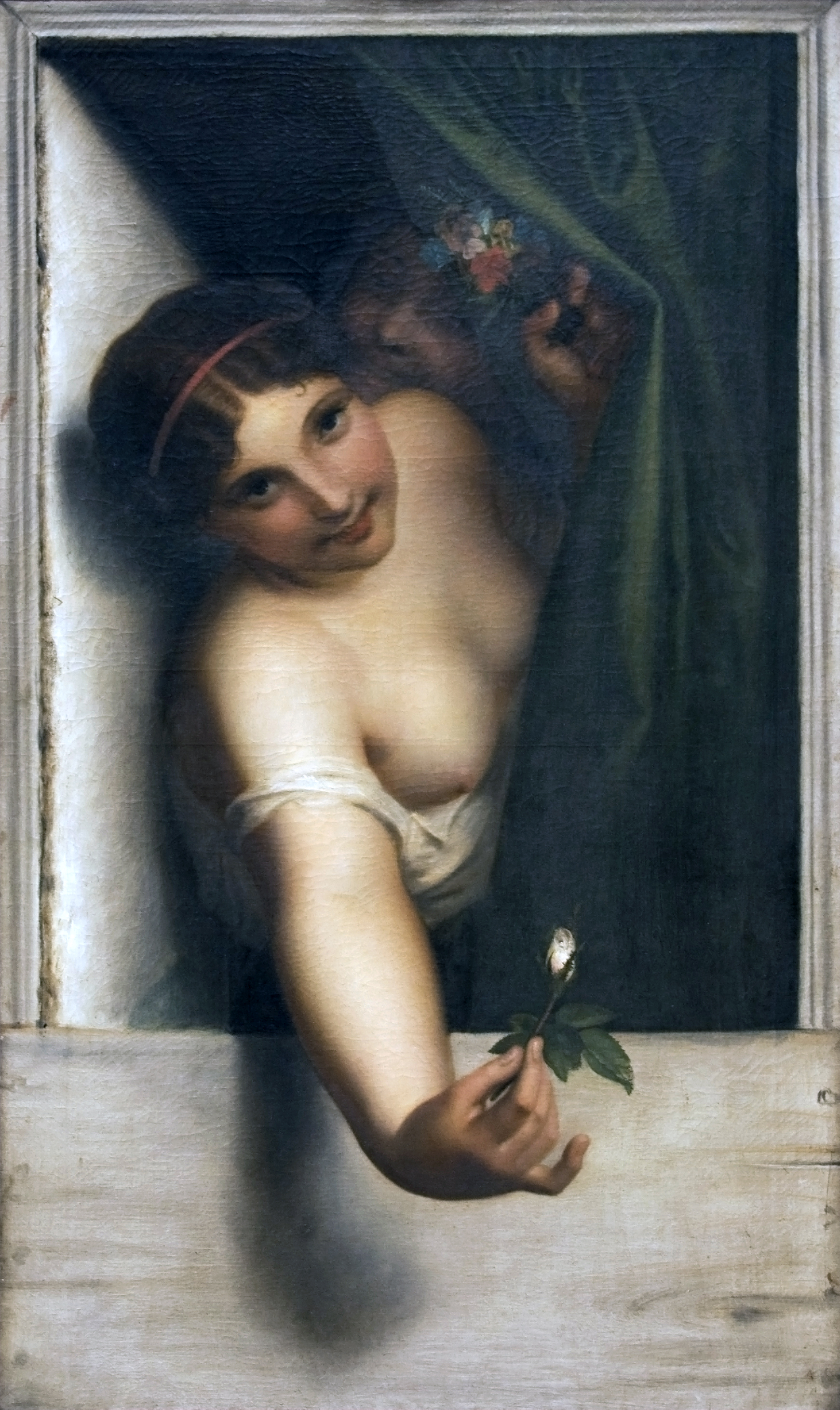
Half-nude in the window
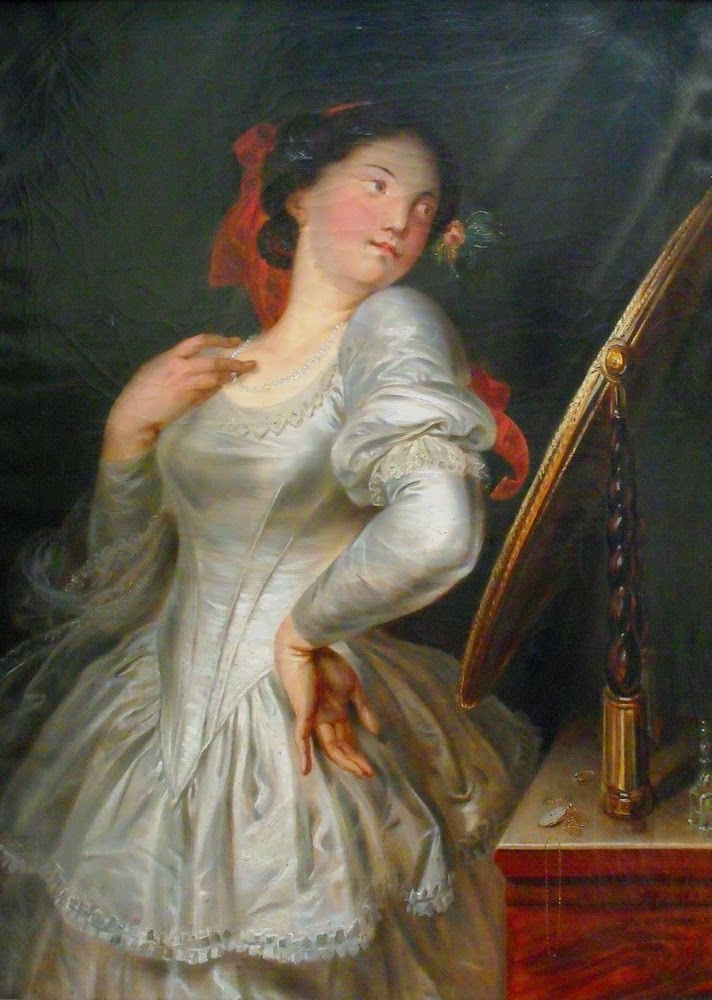
Coquette Dress